# Dekanat Mikołów
Dekanat Mikołów – jeden z 37 dekanatów katolickich w archidiecezji katowickiej. Funkcję dziekana pełni od 2021 ks. Grzegorz Borg. 
W skład dekanatu wchodzą następujące parafie:
- parafia św. Antoniego z Padwy w Recie-Goju (Mikołów)
- parafia św. Mikołaja w Borowej Wsi (Mikołów)
- parafia św. Mikołaja w Bujakowie (Mikołów)
- parafia św. Urbana Papieża i Męczennika w Kamionce (Mikołów)
- parafia NMP Matki Zbawiciela w Mikołowie
- parafia św. Wojciecha w Mikołowie
- parafia św. Wawrzyńca w Mokrem (Mikołów)
- parafia św. Apostołów Piotra i Pawła w Paniowach (Mikołów)
- parafia Matki Bożej Częstochowskiej w Śmiłowicach (Mikołów)